# Kuhle (Witzhelden)
Kuhle ist eine aus einer Hofschaft hervorgegangene Ortschaft in Leichlingen (Rheinland) im Rheinisch-Bergischen Kreis.

## Lage und Beschreibung
Der Ort liegt östlich von Witzhelden an der Landesstraße L294 auf der Wasserscheide zwischen dem Wersbach und dem Sengbach nahe den Stadtgrenzen zu Solingen und Burscheid. Im Ort zweigen die Zufahrten zu Hölverscheid und Höhscheid von der Landesstraße ab. Weitere Nachbarorte sind Nüsenhöfen, Bern, Neuenhof, Meie, Brachhausen, Altenbach, Höhscheid, Heide und Wersbacher Mühle auf Leichlinger und Heide, Kippekofen und Schneppendahl auf Burscheider Stadtgebiet. Die Wohngebiete von Oberhöhscheid sind mittlerweile bis an den Ort herangewachsen.

## Geschichte
Die Topographische Aufnahme der Rheinlande von 1824 und die Preußische Uraufnahme von 1844 verzeichnen den Ort als Kullen bzw. Kuhle.
1832 gehörte Kuhle dem Kirchspiel Witzhelden der Bürgermeisterei Burscheid an. Der laut der Statistik und Topographie des Regierungsbezirks Düsseldorf als Hofstadt kategorisierte Ort besaß zu dieser Zeit drei Wohnhäuser und zwei landwirtschaftliche Gebäude. Zu dieser Zeit lebten 19 Einwohner im Ort, allesamt evangelischen Glaubens.
Aufgrund der Gemeindeordnung für die Rheinprovinz erhielt 1845 das Kirchspiel Witzhelden den Status einer Gemeinde, schied aus der Bürgermeisterei Burscheid aus und bildete ab 1850 eine eigene Bürgermeisterei. Im Gemeindelexikon für die Provinz Rheinland werden 1885 acht Wohnhäuser mit 40 Einwohnern angegeben. 1895 besitzt der Ort neun Wohnhäuser mit 42 Einwohnern, 1905 zehn Wohnhäuser und 32 Einwohner.
Am 1. Januar 1975 wurde die Gemeinde Witzhelden mit Kuhle in Leichlingen eingemeindet.